# Sitnianska vrchovina
Sitnianska vrchovina je geomorfologický podcelek Štiavnických vrchů. Nejvyšší vrchol podcelku i celého pohoří je 1 009 m n. m. vysoké Sitno.

## Vymezení
Podcelek zabírá centrální a jižní část Štiavnických vrchů a v rámci pohoří sousedí na východě se Skalkou a na severozápadě s Hodrušskou hornatinou. Jižním směrem leží Ipeľská pahorkatina, patřící do Podunajské pahorkatiny, jihovýchodním směrem navazuje Krupinská planina s podcelkem Bzovícka pahorkatina.

## Dělení
- Sitno
- Sitnianske predhorie
- Štiavnická brázda
- Prenčovská kotlina

## Vybrané vrcholy
- Sitno (1 009 m n. m.) – nejvyšší vrchol podcelku i pohoří
- Sitience (775 m n. m.)
- Holík (754 m n. m.)
- Lipovie (740 m n. m.)
- Novinská (619 m n. m.)

## Turismus
Okolí Banské Štiavnice patří mezi turisticky nejatraktivnější lokality na Slovensku. Město je „Mestská pamiatková rezervácia“ od roku 1950 Mezi oblíbené cíle turistů patří také Sitno a množství tajchů (vodních nádrží), využívaných na letní rekreaci.

## Chráněná území
Téměř celé území je součástí CHKO Štiavnické vrchy a leží tu maloplošná území:
- Michalské rašelinisko – chráněný areál
- Banskoštiavnická botanická záhrada – chráněný areál
- Arborétum Kysihýbeľ – chráněný areál
- Holík – přírodní rezervace
- Sitno – národní přírodní rezervace
- Jabloňovský Roháč – přírodní rezervace[3]

## Doprava
Jižním a východním okrajem území vede silnice I/51, západním okrajem silnice II/524. Ze severu do Banské Štiavnice vede z Hronské Dúbravy železniční trať.